# 90125 Chrissquire
90125 Chrissquire este o planetă minoră (asteroid) din centura de asteroizi. A fost descoperită pe 11 decembrie 2002 la Experimental Test Site⁠(d) de Lincoln Near-Earth Asteroid Research. 
Obiectul prezintă o orbită caracterizată de o semiaxă mare de 2,5539422687685 UAi, o excentricitate de 0,09, o înclinație de 3,8 ° în raport cu ecliptica.